# Кімната історичної пам'яті князя Федора Коріятовича
Кімната історичної пам’яті князя Федора Коріятовича — постійна експозиція у Мукачівському історичному музеї, розташованому у замку Паланок, яка розповідає про історичний шлях литовського князя Федора Коріятовича, що був одним з будівничих фортеці, володарем Поділля й паном Мукачівської домінії.

## Концепція та історія створення
Меморіальна кімната є спільним україно-литовським проєктом, який презентували 8 грудня 2016 року у мукачівському замку Паланок. Під час презентації було передано перший експонат майбутньої виставки ― копію портрета князя Федора Коріятовича, оригінал якого, створений невідомим художником XVII століття, зберігається у Миколаївському мукачівському жіночому монастирі.
Відкриття завершеного виставкового простору відбулося 5 жовтня 2018 року за участі тодішнього Надзвичайного і Повноважного посла Литовської Республіки в Україні Марюса Януконіса, мукачівського міського голови Андрія Балоги, литовських та українських науковців і громадських діячів.
Професор історичного факультету Вільнюського університету Альфредас Бумблаускас зауважив під час відкриття, що 2006 року гіди замку Паланок визначали Федора Коріятовича як «російського князя», хоча він був нащадком Великого князя Гедиміна. Відтак, створення експозиції привернуло увагу до постаті, політичних і релігійних поглядів литовського шляхтича, діяльність якого мала великий вплив та лишила по собі важливу культурно-історичну спадщину на теренах сучасних Литви, Білорусі, України та Угорщини.

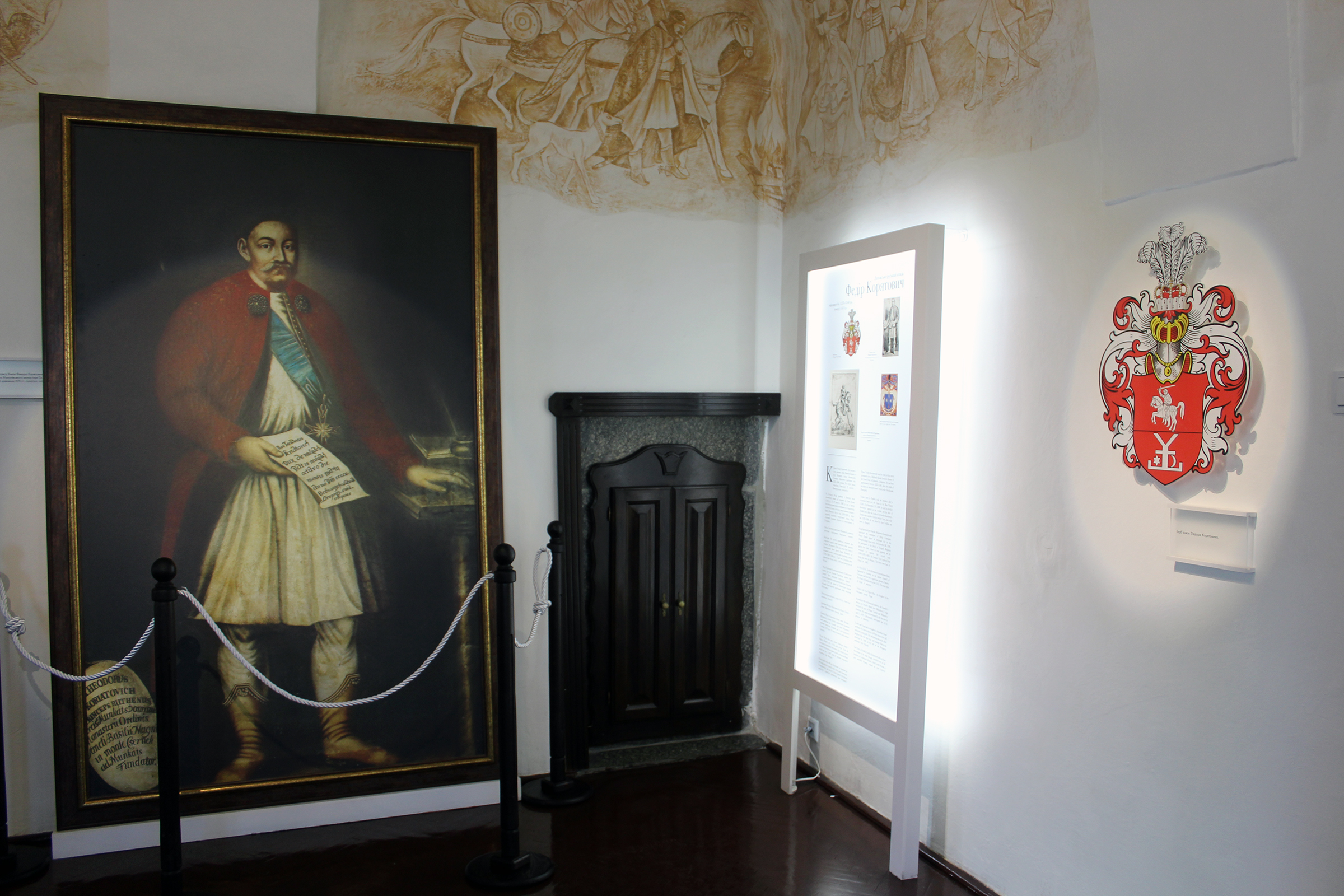
Копія портрета Федора Коріятовича невідомого художника XVII століття в експозиції Кімнати

З огляду на досліджені періоди життєвого шляху Коріятовича, експозиція складається з трьох розділів: князь Федір Коріятович — онук великого князя литовського Гедиміна; князі Коріятовичі — володарі Поділля; Федір Коріятович — пан Мукачівської домінії на Закарпатті.
Постійна виставка створювалася за матеріалами історичних досліджень Йосипа Кобаля, Генуте Кіркєне, Руслана Підставки, Альфредаса Бумблаускаса, Інги Леонавічюте та литовської громадської організації «Академія історичної пам'яті» (лит. Istorinės atminties akademija), здійснених у межах проєктів литовсько-української громадської організації «Східноєвропейське співробітництво» (англ. East European Cooperation, лит. Rytų Europos bendradarbiavimas) за підтримки Ради Культури Литви при Міністерстві культури Литовської Республіки.
Авторкою концепції експозиції Кімнати є директорка громадської організації «Східноєвропейське співробітництво» Беатріче Белявців.
Дизайн та втілення меморіальної кімнати - Мілена Яблонська.
Кімнату було створено за задумом та на кошти Віктора Гарапка, Почесного консула Литви в Ужгороді та Закарпатській області, у контексті побудови нового культурного шляху Ради Європи та збереження спадщини династії Гедиміновичів.